# Championnat d'Europe féminin de futsal de l'UEFA
Ne doit pas être confondu avec Championnat d'Europe féminin de futsal (UEFS).
Le Championnat d'Europe féminin de futsal est la plus importante compétition féminine européenne de futsal entre nations. Créée en 2018, elle est organisée par l'UEFA.

## Histoire
Le Comité exécutif de l'UEFA annonce le 4 avril 2017 la création d'un Championnat d'Europe féminin de futsal.
Après une phase de qualification en 2018, la phase finale de la 1re édition a lieu en février 2019 au Portugal  ; elle est remportée par l'Espagne.
L'édition suivante devait se tenir en 2021 ; en raison de la pandémie de Covid-19, elle est décalée en 2022. L'Espagne conserve son titre en battant le Portugal en finale.
L'édition 2023 se tient en Hongrie et se conclut sur un nouveau titre de l'Espagne.
Avec la création de la Coupe du monde féminine de futsal FIFA, le Comité exécutif de l'UEFA annonce en décembre 2023 l'annulation de l'édition 2025, pour avoir désormais une périodicité de 4 ans entre chaque édition ; la prochaine phase finale, élargie à huit équipes, se déroulera donc en 2027.

## Palmarès

### Par édition
| 1re | 2019 | Porto    | Espagne     | 4 - 0                      | Portugal | Russie   | 2 - 2 a. p. 3 - 2 t. a. b. | Ukraine |
| 2e  | 2022 | Porto    | Espagne (2) | 3 - 3 a. p. 4 - 1 t. a. b. | Portugal | Ukraine  | 2 - 1                      | Hongrie |
| 3e  | 2023 | Debrecen | Espagne (3) | 5 - 1                      | Ukraine  | Portugal | 12 - 0                     | Hongrie |

### Bilan par nation
| Rang | Équipe   | Victoire           | Finaliste    | Troisième | Quatrième  |
| ---- | -------- | ------------------ | ------------ | --------- | ---------- |
| 1    | Espagne  | · 2019, 2022, 2023 | —            | —         | —          |
| 2    | Portugal | —                  | · 2019, 2022 | · 2023    | —          |
| 3    | Ukraine  | —                  | · 2023       | · 2022    | 2019       |
| 4    | Russie   | —                  | —            | · 2019    | —          |
| 5    | Hongrie  | —                  | —            | —         | 2022, 2023 |